# Albert Sommer
Albert Sommer (Remigen, 17 aprile 1915 – Engelberg, 11 luglio 1989) è stato un ciclista su strada svizzero.
Ottenne una sola affermazione da professionista, nel 1942, in una frazione del Tour de Suisse, che concluse al nono posto della classifica generale finale.
Anche suo fratello Hans fu un ciclista.

## Palmarès
- 1939 (Dilettanti, una vittoria)

Campionato di Zurigo dilettanti
- 1942 (Individuale, una vittoria)

4ª tappa Tour de Suisse (Lucerna > Losanna)

### Competizioni mondiali
- Campionati del mondo su strada

Reims 1947 - In linea diletta: 7º